# Appetite for Destruction Tour
Tournées par Guns N' Roses
Use Your Illusion Tour
(1991-1993)
Appetite for Destruction Tour est la première tournée du groupe américain de hard rock Guns N' Roses pour promouvoir leur premier album Appetite for Destruction sorti en juillet 1987. Pendant cette tournée qui dure seize mois, Guns N' Roses joue en première partie de groupes tels que The Cult, Mötley Crüe, Alice Cooper, Iron Maiden et Aerosmith, mais aussi en tête d'affiche à travers quatre continents. C'est la seule tournée de Guns N' Roses avec la formation originale composée d'Axl Rose, Slash, Izzy Stradlin, Duff McKagan et Steven Adler, mis à part les quatre concerts d'octobre 1989 en ouverture des Rolling Stones au Los Angeles Memorial Coliseum,.

## Morts au Monsters of Rock
Le 20 août 1988, Guns N' Roses joue au Monsters of Rock festival à Donington Park (Castle Donington, Angleterre). Au début de leur concert, la foule de 100 000 personnes pousse vers l'avant. Bien que le chanteur Axl Rose ait demandé au public de reculer, deux fans moururent écrasés. Les médias responsabilisent le groupe de cette tragédie et l'accusent d'avoir continué à jouer malgré la situation dangereuse. Cependant, le chef de la sécurité du concert affirme que le groupe n'était pas au courant qu'il y avait des blessés, que le groupe arrêta immédiatement de jouer lorsque l'organisation le lui demanda et que le groupe avait essayé de calmer la foule surexcitée.

## Membres
Appetite for Destruction Line-Up
- Axl Rose – chant
- Slash – guitare solo, chœurs
- Izzy Stradlin – guitare rythmique, chœurs
- Duff McKagan – basse, chœurs
- Steven Adler – batterie

Musiciens remplaçants
- Fred Coury – batterie (17 décembre 1987 au 5 janvier 1988) (remplace Steven Adler qui s'était cassé un bras dans une bagarre)
- Kid « Haggis » Chaos (27 mai 1988) (remplace Duff McKagan le jour de son mariage)

## Concerts
,,,,,,,,
| Date                                                                                    | Ville                       | Pays                        | Lieu |
| 1987                                                                                    | 1987                        | 1987                        | 1987 |
| EUROPE                                                                                  | EUROPE                      | EUROPE                      | EUROPE |
| Royaume-Uni (Live Premiere)                                                             | Royaume-Uni (Live Premiere) | Royaume-Uni (Live Premiere) | Royaume-Uni (Live Premiere) |
| --------------------------------------------------------------------------------------- | --------------------------- | --------------------------- | --- |
| June 19, 1987                                                                           | Londres                     | Angleterre                  | "The Marquee" Club |
| June 22, 1987                                                                           | Londres                     | Angleterre                  | "The Marquee" Club |
| June 28, 1987                                                                           | Londres                     | Angleterre                  | "The Marquee" Club |
| AMÉRIQUE DU NORD                                                                        |                             |                             | |
| Welcome to the Jungle tournage du clip                                                  |                             |                             | |
| August 1, 1987                                                                          | Los Angeles                 | États-Unis                  | "Park Plaza Hotel" Ballroom |
| August 2, 1987                                                                          | Los Angeles                 | États-Unis                  | "Park Plaza Hotel" Ballroom |
| Amérique du Nord (1st Leg)                                                              |                             |                             | |
| Ouvre pour The Cult (14 août – 17 septembre 1987)                                       |                             |                             | |
| August 14, 1987                                                                         | Halifax                     | Canada                      | Halifax Metro Centre |
| August 15, 1987                                                                         | Moncton                     | Canada                      | Moncton Coliseum |
| 17 août 1987                                                                            | Montréal                    | Canada                      | Auditorium de Verdun |
| 18 août 1987                                                                            | Kitchener                   | Canada                      | Super Skate 7 |
| 19 août 1987                                                                            | Toronto                     | Canada                      | Stade de l'Exposition nationale                                                                                                   |
| August 21, 1987                                                                         | Détroit                     | États-Unis                  | Detroit State Theater |
| August 22, 1987                                                                         | Chicago                     | États-Unis                  | "The Aragon" Ballroom |
| August 25, 1987                                                                         | Winnipeg                    | Canada                      | Winnipeg Arena |
| August 26, 1987                                                                         | Edmonton                    | Canada                      | Edmonton Convention Centre |
| August 27, 1987                                                                         | Calgary                     | Canada                      | Max Bell Arena |
| August 29, 1987                                                                         | Vancouver                   | Canada                      | Pacific Coliseum |
| 30 août 1987                                                                            | Seattle                     | États-Unis                  | The Paramount Theater |
| 2 septembre 1987                                                                        | San Francisco               | États-Unis                  | "The Warfield" Theater |
| September 3, 1987                                                                       | Santa Cruz                  | États-Unis                  | Santa Cruz Civic Auditorium |
| September 4, 1987                                                                       | San Diego                   | États-Unis                  | SDSU Open Air Theater |
| September 5, 1987                                                                       | Long Beach                  | États-Unis                  | Long Beach Arena |
| September 7, 1987                                                                       | Phoenix                     | États-Unis                  | The Mason Jar |
| September 8, 1987                                                                       | El Paso                     | États-Unis                  | El Paso County Coliseum |
| September 11, 1987                                                                      | San Antonio                 | États-Unis                  | The Sunken Gardens |
| September 12, 1987                                                                      | Austin                      | États-Unis                  | Palmer Auditorium |
| September 13, 1987                                                                      | Dallas                      | États-Unis                  | "The Bronco Bowl" Auditorium |
| September 16, 1987                                                                      | Houston                     | États-Unis                  | Houston Music Hall |
| September 17, 1987                                                                      | La Nouvelle-Orléans         | États-Unis                  | Saenger Theater |
| EUROPE LEG                                                                              |                             |                             | |
| Faster Pussycat en 1re partie (29 septembre - 8 octobre 1987)                           |                             |                             | |
| September 29, 1987                                                                      | Hambourg                    | Allemagne                   | Hamburg Market Hall (Auditorium)                                                                                                  |
| September 30, 1987                                                                      | Düsseldorf                  | Allemagne                   | Gate 3 |
| October 2, 1987                                                                         | Amsterdam                   | Pays-Bas                    | "The Paradise" Club |
| October 4, 1987                                                                         | Newcastle                   | Angleterre                  | Newcastle City Hall |
| October 5, 1987                                                                         | Nottingham                  | Angleterre                  | Nottingham Rock City |
| October 6, 1987                                                                         | Manchester                  | Angleterre                  | "Manchester Apollo" Theatre |
| October 7, 1987                                                                         | Bristol                     | Angleterre                  | Colston Hall |
| October 8, 1987                                                                         | Hammersmith                 | Angleterre                  | "Hammersmith Odeon" Theatre |
| AMÉRIQUE DU NORD (2ND LEG)                                                              |                             |                             | |
| États-Unis (2nd Leg)                                                                    |                             |                             | |
| EZO en 1re partie (16 octobre - 1er novembre 1987)                                      |                             |                             | |
| 16 octobre 1987                                                                         | Bay Shore                   | États-Unis                  | The Sundance |
| October 17, 1987                                                                        | Allentown                   | États-Unis                  | Airport Road Music Hall |
| October 18, 1987                                                                        | Baltimore                   | États-Unis                  | Hammerjack's |
| 20 octobre 1987                                                                         | Philadelphie                | États-Unis                  | "The Trocadero" Theater |
| 21 octobre 1987                                                                         | Albany                      | États-Unis                  | Albany Palace Theater |
| 22 octobre 1987                                                                         | Randolph                    | États-Unis                  | Obsessions |
| October 23, 1987                                                                        | New York                    | États-Unis                  | The Ritz |
| October 24, 1987                                                                        | New York                    | États-Unis                  | (MTV Headbanger's Ball) |
| October 25, 1987                                                                        | Poughkeepsie                | États-Unis                  | The Chance |
| October 26, 1987                                                                        | Providence                  | États-Unis                  | The Living Room |
| October 27, 1987                                                                        | Boston                      | États-Unis                  | "The Paradise" Rock Club |
| October 29, 1987                                                                        | New York                    | États-Unis                  | L'Amour |
| October 30, 1987                                                                        | New York                    | États-Unis                  | CBGB (Acoustic Show) |
| October 31, 1987                                                                        | Syracuse                    | États-Unis                  | The Lost Horizon |
| November 1, 1987                                                                        | Georgetown                  | États-Unis                  | The Bayou |
| Ouvre pour Mötley Crüe (November 3–29, 1987)                                            |                             |                             | |
| November 3, 1987                                                                        | Mobile                      | États-Unis                  | Mobile Municipal Arena |
| November 4, 1987                                                                        | Albany                      | États-Unis                  | Albany Civic Arena |
| 6 novembre 1987                                                                         | Lafayette                   | États-Unis                  | The Cajun Dome |
| 7 novembre 1987                                                                         | La Nouvelle-Orléans         | États-Unis                  | Lakefront Arena |
| November 8, 1987                                                                        | Jackson                     | États-Unis                  | Mississippi Coliseum |
| November 10, 1987                                                                       | Huntsville                  | États-Unis                  | Von Braun Civic Arena |
| November 11, 1987                                                                       | Charlotte                   | États-Unis                  | Charlotte Coliseum |
| 13 novembre 1987                                                                        | Savannah                    | États-Unis                  | Savannah Civic Arena |
| 14 novembre 1987                                                                        | Columbia                    | États-Unis                  | Carolina Coliseum |
| November 15, 1987                                                                       | Greensboro                  | États-Unis                  | Greensboro Coliseum |
| November 17, 1987                                                                       | Knoxville                   | États-Unis                  | Knoxville Civic Coliseum |
| November 18, 1987                                                                       | Birmingham                  | États-Unis                  | Jefferson Civic Coliseum |
| November 20, 1987                                                                       | Atlanta                     | États-Unis                  | "The Omni" Coliseum (concert raccourci à la suite de l'arrestation d'Axl Rose)                                                    |
| November 21, 1987                                                                       | Chattanooga                 | États-Unis                  | UTC Arena |
| November 22, 1987                                                                       | Atlanta                     | États-Unis                  | "The Omni" Coliseum |
| November 24, 1987                                                                       | Lakeland                    | États-Unis                  | Lakeland Civic Arena |
| November 25, 1987                                                                       | Lakeland                    | États-Unis                  | Lakeland Civic Arena |
| November 26, 1987                                                                       | Jacksonville                | États-Unis                  | Jacksonville Coliseum |
| November 28, 1987                                                                       | North Fort Myers            | États-Unis                  | Lee County Civic Arena |
| November 29, 1987                                                                       | Pembroke Pines              | États-Unis                  | Hollywood Sportatorium |
| Supporting Alice Cooper (December 3–19, 1987)                                           |                             |                             | |
| December 3, 1987                                                                        | McAllen                     | États-Unis                  | La Villa Real Special Events Center                                                                                               |
| December 4, 1987                                                                        | Dallas                      | États-Unis                  | Dallas Fair Park Coliseum |
| December 5, 1987                                                                        | Houston                     | États-Unis                  | Sam Houston Coliseum |
| December 7, 1987                                                                        | San Antonio                 | États-Unis                  | HemisFair Arena |
| 9 décembre 1987                                                                         | Midland                     | États-Unis                  | Chaparral Center |
| December 12, 1987                                                                       | Louisville                  | États-Unis                  | Louisville Gardens |
| December 13, 1987                                                                       | Muskegon                    | États-Unis                  | LC Walker Arena |
| December 15, 1987                                                                       | Marquette                   | États-Unis                  | Lakeview Arena |
| December 16, 1987                                                                       | Duluth                      | États-Unis                  | Duluth Arena |
| December 17, 1987                                                                       | Saint Paul                  | États-Unis                  | Roy Wilkins Auditorium (Premier concert avec Fred Coury à la batterie (Steven Adler blessé))                                      |
| December 18, 1987                                                                       | Chicago                     | États-Unis                  | UIC Pavilion |
| December 19, 1987                                                                       | Madison                     | États-Unis                  | Dane County Veterans Memorial Coliseum                                                                                            |
| États-Unis (3rd Leg)                                                                    |                             |                             | |
| December 26, 1987                                                                       | Pasadena                    | États-Unis                  | Perkins Palace |
| December 27, 1987                                                                       | Pasadena                    | États-Unis                  | Perkins Palace |
| December 28, 1987                                                                       | Pasadena                    | États-Unis                  | Perkins Palace |
| December 30, 1987                                                                       | Pasadena                    | États-Unis                  | Perkins Palace |
| December 31, 1987                                                                       | Los Angeles                 | États-Unis                  | The Glamour |
| 1988                                                                                    |                             |                             | |
| January 5, 1988                                                                         | Santa Monica                | États-Unis                  | Santa Monica Civic Auditorium (Supported Great White; Supported by Armored Saint) (Dernier concert avec Fred Coury à la batterie) |
| January 10, 1988                                                                        | Hollywood                   | États-Unis                  | "The Whiskey" A-Go-Go ("Used to Love Her")                                                                                        |
| January 14, 1988                                                                        | Hollywood                   | États-Unis                  | Coconut Teaszer (Electric/Acoustic Show)                                                                                          |
| January 21, 1988                                                                        | Hollywood                   | États-Unis                  | The Cathouse (Retour de Steven Adler) (Whole Lotta Rosie avec Vince Neil)                                                         |
| January 31, 1988                                                                        | New York                    | États-Unis                  | The Limelight (Electric/Acoustic Show)                                                                                            |
| February 2, 1988                                                                        | New York                    | États-Unis                  | The Ritz (MTV Live @ The Ritz 1988) (Supported "Great White")                                                                     |
| February 4, 1988                                                                        | Sacramento                  | États-Unis                  | The Crest Theater |
| February 5, 1988                                                                        | San Francisco               | États-Unis                  | "The Warfield" Theater |
| February 6, 1988                                                                        | Fresno                      | États-Unis                  | Warnors Theater |
| February 8, 1988                                                                        | San Diego                   | États-Unis                  | Montezuma Hall |
| February 9, 1988                                                                        | Anaheim                     | États-Unis                  | The Celebrity Theater |
| February 10, 1988                                                                       | Anaheim                     | États-Unis                  | The Celebrity Theater |
| February 12, 1988                                                                       | Phoenix                     | États-Unis                  | The Celebrity Theater |
| February 13, 1988                                                                       | Phoenix                     | États-Unis                  | The Celebrity Theater |
| États-Unis (4th Leg)                                                                    |                             |                             | |
| March 4, 1988                                                                           | Lakeland                    | États-Unis                  | Lakeland Civic Arena |
| March 6, 1988                                                                           | Pembroke Pines              | États-Unis                  | Hollywood Sportatorium |
| March 9, 1988                                                                           | Cedar Rapids                | États-Unis                  | Five Seasons Arena |
| March 11, 1988                                                                          | Madison                     | États-Unis                  | Dane County Veterans Memorial Coliseum                                                                                            |
| March 12, 1988                                                                          | Peoria                      | États-Unis                  | Carver Arena |
| March 13, 1988                                                                          | Battle Creek                | États-Unis                  | Kellogg Arena |
| March 15, 1988                                                                          | Fort Wayne                  | États-Unis                  | Allen County War Memorial Coliseum                                                                                                |
| March 16, 1988                                                                          | Saginaw                     | États-Unis                  | Wendler Arena |
| March 18, 1988                                                                          | La Crosse                   | États-Unis                  | La Crosse Center Arena |
| March 19, 1988                                                                          | Toledo                      | États-Unis                  | Toledo Sports Arena |
| March 20, 1988                                                                          | Columbus                    | États-Unis                  | Ohio Expo Coliseum |
| March 22, 1988                                                                          | Trotwood                    | États-Unis                  | Hara Arena |
| March 24, 1988                                                                          | Pittsburgh                  | États-Unis                  | Pittsburgh Civic Arena |
| March 25, 1988                                                                          | Hampton                     | États-Unis                  | Hampton Coliseum |
| March 26, 1988                                                                          | Salisbury                   | États-Unis                  | Wicomico Civic Arena |
| March 28, 1988                                                                          | Glens Falls                 | États-Unis                  | Glens Falls Civic Arena |
| March 29, 1988                                                                          | Portland                    | États-Unis                  | Cumberland County Civic Arena |
| 30 mars 1988                                                                            | Providence                  | États-Unis                  | Providence Civic Arena |
| The Late Show                                                                           |                             |                             | |
| March 31, 1988                                                                          | Burbank                     | United States               | NBC Studios (You're Crazy et Used to Love Her)                                                                                    |
| Tournage du clip Sweet Child O' Mine                                                    |                             |                             | |
| 11 avril 1988                                                                           | Huntington Beach            | États-Unis                  | Huntington Ballroom |
| Amérique du Nord (4th Leg)                                                              |                             |                             | |
| États-Unis (4th Leg)                                                                    |                             |                             | |
| Supported by Zodiac Mindwarp & the Love Reaction & UDO (Opener) (April 26–May 11, 1988) |                             |                             | |
| 26 avril 1988                                                                           | Burlington                  | États-Unis                  | Burlington Memorial Auditorium |
| 28 avril 1988                                                                           | Oshkosh                     | États-Unis                  | Oshkosh Conference Hall |
| 29 avril 1988                                                                           | Rockford                    | États-Unis                  | Coronado Theater |
| 30 avril 1988                                                                           | Danville                    | États-Unis                  | Danville Civic Arena |
| May 1, 1988                                                                             | Toledo                      | États-Unis                  | Toledo Sports Arena |
| May 3, 1988                                                                             | Grand Rapids                | États-Unis                  | DeVos Performance Hall |
| May 5, 1988                                                                             | Cleveland                   | États-Unis                  | Cleveland Music Hall |
| May 6, 1988                                                                             | Saginaw                     | États-Unis                  | Wendler Arena |
| 7 mai 1988                                                                              | Détroit                     | États-Unis                  | Detroit State Theater |
| 9 mai 1988                                                                              | New York                    | États-Unis                  | The Felt Forum |
| May 10, 1988                                                                            | Upper Darby                 | États-Unis                  | "The Tower" Theater |
| May 11, 1988                                                                            | Boston                      | États-Unis                  | Boston Orpheum Theater |
| Supported Iron Maiden (May 13–June 8, 1988)                                             |                             |                             | |
| Canada Leg                                                                              |                             |                             | |
| 13 mai 1988                                                                             | Moncton                     | Canada                      | Moncton Coliseum (Cancelled after getting booed off the stage)                                                                    |
| 14 mai 1988                                                                             | Halifax                     | Canada                      | Halifax Metro Centre |
| 16 mai 1988                                                                             | Québec                      | Canada                      | Colisée de Québec |
| 17 mai 1988                                                                             | Montréal                    | Canada                      | Forum de Montréal |
| 18 mai 1988                                                                             | Ottawa                      | Canada                      | Ottawa Civic Arena |
| May 20, 1988                                                                            | Toronto                     | Canada                      | CNE Stadium |
| May 23, 1988                                                                            | Winnipeg                    | Canada                      | Winnipeg Arena |
| May 25, 1988                                                                            | Edmonton                    | Canada                      | Northlands Coliseum |
| May 27, 1988                                                                            | Calgary                     | Canada                      | Olympic Saddledome (Kid "Haggis" Chaos on Bass (Duff Got Married))                                                                |
| May 30, 1988                                                                            | Vancouver                   | Canada                      | Pacific Coliseum (2 Shows) |
| United States (5th Leg)                                                                 |                             |                             | |
| May 31, 1988                                                                            | Spokane                     | États-Unis                  | Spokane Coliseum |
| June 1, 1988                                                                            | Seattle                     | États-Unis                  | Seattle Coliseum |
| June 3, 1988                                                                            | Salt Lake City              | États-Unis                  | "The Salt Palace" Arena |
| June 5, 1988                                                                            | Mountain View               | États-Unis                  | "Shoreline" Amphitheater |
| June 6, 1988                                                                            | Sacramento                  | États-Unis                  | "Cal Expo" Amphitheater |
| June 8, 1988                                                                            | Irvine                      | États-Unis                  | "Irvine Meadows" Amphitheater (Cancelled after Axl Blew Out His Voice (6/8/1988))                                                 |
| June 9, 1988                                                                            | Irvine                      | États-Unis                  | "Irvine Meadows" Amphitheater (Cancelled after Axl Blew Out His Voice (6/8/1988))                                                 |
| June 10, 1988                                                                           | San Diego                   | États-Unis                  | San Diego Sports Arena |
| June 12, 1988                                                                           | Inglewood                   | États-Unis                  | The Forum |
| June 13, 1988                                                                           | Chandler                    | États-Unis                  | Compton Terrace |
| June 14, 1988                                                                           | Albuquerque                 | États-Unis                  | Tingley Coliseum |
| June 15, 1988                                                                           | Denver                      | États-Unis                  | McNichols Sports Arena |
| 17 juin 1988                                                                            | Saint-Louis                 | États-Unis                  | Kiel Auditorium |
| June 18, 1988                                                                           | Kansas City                 | États-Unis                  | Kemper Arena |
| June 19, 1988                                                                           | Omaha                       | États-Unis                  | Omaha Civic Arena |
| June 21, 1988                                                                           | Bloomington                 | États-Unis                  | Bloomington Met Center |
| June 22, 1988                                                                           | Cedar Rapids                | États-Unis                  | Five Seasons Arena |
| June 23, 1988                                                                           | Rosemont                    | États-Unis                  | Rosemont Horizon |
| June 25, 1988                                                                           | East Troy                   | États-Unis                  | Alpine Valley Music Theater |
| June 27, 1988                                                                           | Indianapolis                | États-Unis                  | Market Square Arena |
| June 28, 1988                                                                           | Columbus                    | États-Unis                  | Ohio Center |
| June 29, 1988                                                                           | Cincinnati                  | États-Unis                  | Cincinnati Gardens |
| Warm-Up Shows                                                                           |                             |                             | |
| July 9, 1988                                                                            | Phoenix                     | États-Unis                  | The Celebrity Theater |
| July 10, 1988                                                                           | Phoenix                     | États-Unis                  | The Celebrity Theater |
| Supported Aerosmith (July 17–August 17; August 24–September 15, 1988)                   |                             |                             | |
| États-Unis (6th Leg)                                                                    |                             |                             | |
| July 17, 1988                                                                           | Hoffman Estates             | États-Unis                  | Poplar Creek Music Theater |
| July 19, 1988                                                                           | Richfield                   | États-Unis                  | Richfield Coliseum |
| July 20, 1988                                                                           | Wheeling                    | États-Unis                  | Wheeling Civic Arena |
| 22 juillet 1988                                                                         | Cap Girardeau               | États-Unis                  | Show Me Center |
| July 24, 1988                                                                           | Dallas                      | États-Unis                  | Coca-Cola Starplex Amphitheater                                                                                                   |
| July 26, 1988                                                                           | Bonner Springs              | États-Unis                  | Sandstone Amphitheater |
| 27 juillet 1988                                                                         | Ames                        | États-Unis                  | Hilton Coliseum |
| July 29, 1988                                                                           | East Troy                   | États-Unis                  | Alpine Valley Music Theater |
| July 30, 1988                                                                           | Mears                       | États-Unis                  | Val Du Lakes Amphitheater |
| August 1, 1988                                                                          | Cincinnati                  | États-Unis                  | Riverbend Music Center |
| August 2, 1988                                                                          | Indianapolis                | États-Unis                  | Market Square Arena |
| August 4, 1988                                                                          | Philadelphie                | États-Unis                  | "The Spectrum" Arena |
| August 5, 1988                                                                          | Philadelphie                | États-Unis                  | "The Spectrum" Arena |
| August 6, 1988                                                                          | Saratoga Springs            | États-Unis                  | Saratoga Performing Arts Center                                                                                                   |
| August 7, 1988                                                                          | Middletown                  | États-Unis                  | Orange County Fairgrounds Stadium (Westwood 1/Pepsi Concert Series 1988 (#5))                                                     |
| August 9, 1988                                                                          | Weedsport                   | États-Unis                  | Weedsport Speedway |
| August 11, 1988                                                                         | Clarkston                   | États-Unis                  | Pine Knob Music Theater |
| August 12, 1988                                                                         | Clarkston                   | États-Unis                  | Pine Knob Music Theater |
| August 13, 1988                                                                         | Clarkston                   | États-Unis                  | Pine Knob Music Theater |
| August 16, 1988                                                                         | East Rutherford             | États-Unis                  | Giants Stadium ("Paradise City" Music Video)                                                                                      |
| August 17, 1988                                                                         | Columbia                    | États-Unis                  | Merriweather Post Pavilion |
| MONSTERS OF ROCK ENGLAND 1988                                                           |                             |                             | |
| 20 août 1988                                                                            | Castle Donington            | Angleterre                  | Donington Park (Monsters of Rock Donington 1988) ("Paradise City" Music Video)                                                    |
| NORTH AMERICA (FINAL LEG)                                                               |                             |                             | |
| États-Unis (Final Leg)                                                                  |                             |                             | |
| August 24, 1988                                                                         | Mansfield                   | États-Unis                  | Great Woods Amphitheater |
| August 25, 1988                                                                         | Mansfield                   | États-Unis                  | Great Woods Amphitheater |
| August 26, 1988                                                                         | Mansfield                   | États-Unis                  | Great Woods Amphitheater |
| August 28, 1988                                                                         | Thornville                  | États-Unis                  | Buckeye Lake Music Center |
| August 30, 1988                                                                         | Wilkes Barre                | États-Unis                  | Pocono Downs |
| August 31, 1988                                                                         | Pittsburgh                  | États-Unis                  | Pittsburgh Civic Arena |
| September 2, 1988                                                                       | Antioch                     | États-Unis                  | "The Starwood" Amphitheater |
| September 3, 1988                                                                       | Saint-Louis                 | États-Unis                  | St. Louis Arena |
| September 7, 1988                                                                       | Universal City              | États-Unis                  | Universal Amphitheater (1988 MTV VMA's' ("Welcome to the Jungle"))                                                                |
| September 8, 1988                                                                       | Concord                     | États-Unis                  | Concord Pavilion |
| September 9, 1988                                                                       | Sacramento                  | États-Unis                  | "Cal Expo" Amphitheater |
| September 10, 1988                                                                      | Mountain View               | États-Unis                  | "Shoreline" Amphitheater |
| September 12, 1988                                                                      | Chandler                    | États-Unis                  | Compton Terrace |
| September 14, 1988                                                                      | Costa Mesa                  | États-Unis                  | Pacific Amphitheater |
| September 15, 1988                                                                      | Costa Mesa                  | États-Unis                  | Pacific Amphitheater |
| September 17, 1988                                                                      | Irving                      | États-Unis                  | Texas Stadium (Survival of the Fittest 1988)                                                                                      |
| OCEANIA LEG                                                                             |                             |                             | |
| December 4, 1988                                                                        | Tokyo                       | Japon                       | NHK Hall |
| December 5, 1988                                                                        | Osaka                       | Japon                       | Osaka Festival Hall |
| December 7, 1988                                                                        | Tokyo                       | Japon                       | Nakano Sun Plaza Hall |
| December 9, 1988                                                                        | Tokyo                       | Japon                       | NHK Hall |
| December 10, 1988                                                                       | Tokyo                       | Japon                       | Budokan |
| December 14, 1988                                                                       | Melbourne                   | Australie                   | Melbourne Sports and Entertainment Centre                                                                                         |
| December 15, 1988                                                                       | Melbourne                   | Australie                   | Melbourne Sports and Entertainment Centre                                                                                         |
| December 17, 1988                                                                       | Sydney                      | Australie                   | Sydney Entertainment Centre |
| December 19, 1988                                                                       | Auckland                    | Nouvelle-Zélande            | Mount Smart Stadium |
| 1989                                                                                    |                             |                             | |
| NORTH AMERICA                                                                           |                             |                             | |
| 1989 MTV American Music Video Awards                                                    |                             |                             | |
| 30 janvier 1989                                                                         | Los Angeles                 | États-Unis                  | "The Shrine" Auditorium ("Patience") (Don Henley on Drums)                                                                        |
| "Patience" Video-Shoot                                                                  |                             |                             | |
| 18 février 1989                                                                         | Los Angeles                 | États-Unis                  | The Record Plant |
| It's So Easy Video-Shoot                                                                |                             |                             | |
| 10 octobre 1989                                                                         | Hollywood                   | États-Unis                  | The Cathouse |
| 11 octobre 1989                                                                         | Hollywood                   | États-Unis                  | The Cathouse |
| 4 Nights @ "LA Coliseum" (en ouverture des Rolling Stones)                              |                             |                             | |
| 18 octobre 1989                                                                         | Los Angeles                 | États-Unis                  | Los Angeles Memorial Coliseum |
| 19 octobre 1989                                                                         | Los Angeles                 | États-Unis                  | Los Angeles Memorial Coliseum |
| 21 octobre 1989                                                                         | Los Angeles                 | États-Unis                  | Los Angeles Memorial Coliseum |
| 22 octobre 1989                                                                         | Los Angeles                 | États-Unis                  | Los Angeles Memorial Coliseum |
| 1990                                                                                    |                             |                             | |
| Farm Aid IV                                                                             |                             |                             | |
| 7 avril 1990                                                                            | Indianapolis                | États-Unis                  | Hoosier Dome (Dernier concert de Steven Adler)                                                                                    |